# リヴィング・イン・ザ・マテリアル・ワールド
『リヴィング・イン・ザ・マテリアル・ワールド』(Living in the Material World)は、1973年6月22日に発表されたジョージ・ハリスンのオリジナル・アルバム。日本では同年7月22日に東芝音楽工業（現：EMIミュージック・ジャパン）から発売された。
ビルボード・アルバム・チャートで5週連続1位、1973年度年間ランキング第43位、『キャッシュボックス』誌では4週連続1位を獲得し、1973年度年間ランキング第47位だった。全英では最高位第8位。
収録曲「ギヴ・ミー・ラヴ」はシングルカットされて全米ランキング第1位を記録した。「トライ・サム・バイ・サム」は、2003年にデヴィッド・ボウイのアルバム『リアリティ』でカヴァーされた。

## 概要
1970年11月に発表された前作『オール・シングス・マスト・パス』は、3枚組の大作だったにも拘らず全英・全米チャートの両方で第1位を記録するという大ヒットになった。
1971年、ハリスンは、シタールの師匠ラヴィ・シャンカルのドキュメンタリー映画『ラーガ』のサウンドトラック・アルバムの制作の為に、シャンカルと共にロサンゼルスに滞在した。この時彼はシャンカルから、同年3月に勃発したバングラデシュ独立戦争による東パキスタンの難民の惨状を訴えられ、7月にシングル『バングラ・デッシュ』を発表。8月1日にはニューヨークのマディソン・スクエア・ガーデンで午後2時半と午後8時の2回、ロック界初の大規模なチャリティー・コンサートになった『バングラデシュ難民救済コンサート』をシャンカルと共同で開催した。10月には『ラーガ』が公開され、11月には彼がプロデュースした『ラーガ』のサウンドトラック・レコ―ド、12月には『バングラデシュ難民救済コンサート』の3枚組ライヴ・アルバムが発表された。
このように様々な活動及びその準備やプロモーションに忙殺され、さらに1972年2月28日にはロンドンでメルセデス・ベンツを運転中に事故を起こして負傷し、彼には新作アルバムをレコーディングする時間がなかった。この空白の時期に、彼のヒンドゥー教の精神性、クリシュナの意識の傾倒は更なる高さに到達したとされている。同年8月、監督ソール・スイマーのドキュメンタリー映画『コンサート・フォー・バングラデシュ』が全世界で公開された。彼はその後、ヨーロッパへ休暇に出かけ、一日中ハレ・クリシュナのマントラを唱えていたと後に語っている。ハレ・クリシュナの信者であることを公言している宗教学者のジョシュア・グリーンは、この休暇は彼が本アルバムを録音するための「準備」だったと述べている。

## 楽曲
楽曲は前作『オール・シングス・マスト・パス』のセッションの未発表曲ではなく、「トライ・サム・バイ・サム」以外は全作発表後の1971年から1972年にかけて作られた。
またバガヴァッド・ギーターの一節を取り入れた楽曲等、神に対する思いが綴られた楽曲が多く収録された。

## 録音
当初ハリスンは前作のプロデューサーだったフィル・スペクターを本作でも起用したが、彼は不安定な行動と飲酒が目立って制作を遅らせたので、代わって自分がプロデューサーを務めた。スペクターがプロデュースした曲は「トライ・サム・バイ・サム」だけである。
一部では、本アルバムは1973年の1月か2月に発売、タイトルは『ザ・ライト・ザット・ハズ・ライティッド・ザ・ワールド』、ローリングストーン誌はエリック・クラプトンが共同プロデューサーを務め、1972年12月20日に発売決定すると誤報を伝えた。

### レコーディング
クラウス・フォアマンによると、レコーディング・セッションはハリスンの自宅スタジオであるFPSHOTで行われたが、一部はロンドンのアップル・スタジオで行われた。ジム・ケルトナーによると、ハリスンは本作のレコーディング中、「肉体的にピークに達して」おり、禁煙しヒンドゥー教の数珠を付けていた。
レコーディングでハリスンはアコースティック・ギターとエレクトリック・ギターのパートを主に担当。前作に引き続きフォアマンとゲイリー・ライトが参加し、ジョン・バーハムがストリングスとコーラスのアレンジを行った。また『バングラデシュ難民救済コンサート』にも参加したケルトナーとニッキー・ホプキンス、ジム・ホーンが新たに参加した。

### オーバーダブ＆ミキシング
自宅にボブ・ディランと妻を招いたハリスンは、1973年1月より再びアルバム制作を開始した。同月下旬、ボーカル、パーカッション、ハリスンのスライド・ギター、ホーンからなるベーシック・トラックに大規模なオーバーダビングが行われる。3月上旬、バーハムによるオーケストラとコーラスのオーバーダビングが終了した。

## アートワーク
ハリスンは前作同様、アルバムのアートデザインをデザイナーのトム・ウィルクス、新たにウィルクスのビジネスパートナーであるクレイグ・バウンに依頼、歌詞カードを挿入するシートには、アルジュナとともに馬車に乗ったクリシュナが、魔法の七頭馬であるウチャイ・シュラヴァスに引かれている姿が描かれている。
アルバム・ジャケットは、ヒンドゥー教のメダルを持ったハリスンの手のキルリアン写真が使用されている。カリフォルニア大学ロサンゼルス校の超心理学学部で撮影された。
ダブルジャケットの左側には、ハリスン、スター、ホーン、フォアマン、ホプキンス、ケルトナー、ライトといったレコーディングに参加したミュージシャン達が、長いテーブルにつき、食事とワインを楽しんでいる様子が描かれている。レオナルド・ダ・ヴィンチの代表的な作品である『最後の晩餐』の意図的なパロディーであり、写真家ケン・マーカスによってカリフォルニアの芸能弁護士エイブ・サマーの自宅で撮影された。
このジャケットのテーブルの横に写っている乳母車と看護師は妻パティ・ボイドとの間に子供が授からなかったという事実、無人の車椅子は1970年に死去した母ルイーズを偲ぶ気持ちをそれぞれ表していると推測されている。

## リイシュー

### 2006年
2006年9月25日、本作のリイシュー盤が発売された。2006年最新のデジタル・リマスタリングが施され、新たに2曲がボーナス・トラックとして追加。フルカラーのブックレットが付属し、新たな写真やライナーノーツ、ハリスンの手書きの歌詞と楽曲解説、DVDが新たに追加された。
DVDには、1991年にハリスンがクラプトンと共に行った日本公演での「ギヴ・ミー・ラヴ」の映像、アーカイブ映像のスライドショーと共に「ミス・オーデル」らが流れる映像、1973年の映像をバックに「リヴィング・イン・ザ・マテリアル・ワールド」が流れる映像が収録されている。 

### 2014年
2014年9月22日には、2014年最新のリマスタリングを施し再発売された。内容は基本2006年盤と同様であるが、新たにボーナス・トラックとして「バングラデシュ」が追加されているほか、日本盤のみSHM-CDで発売されている。

## 収録曲
- All Songs by George Harrison

### Side A
1. ギヴ・ミー・ラヴ - Give Me Love (Give Me Peace on Earth) (3:36)
本作唯一のシングル・カット曲。全米1位。
2. スー・ミー、スー・ユー・ブルース - Sue Me, Sue You Blues  (4:48)
ジェシ・エド・デイヴィスへの提供曲のセルフ・カバー
3. ザ・ライト・ザット・ハッド・ライテッド・ザ・ワールド - The Light That Had Lighted The World  (3:31)
4. ドント・レット･ミー・ウェイト・トゥー・ロング - Don't Let Me Wait Too Long (2:57)
5. フー・キャン・シー・イット - Who Can See It (3:52)
6. リヴィング・イン・ザ・マテリアル・ワールド - Living in the Material World (5:31)

### Side B
1. ザ・ロード・ラヴス・ザ・ワン - The Lord Loves the One (That Loves the Lord) (4:34)
2. ビー・ヒア・ナウ - Be Here Now (4:09)
3. トライ・サム・バイ・サム - Try Some, Buy Some (4:08)
ロニー・スペクターへの提供曲のセルフ・カバー（バッキング・トラックは同一）
4. ザ・デイ・ザ・ワールド・ゲッツ・ラウンド - The Day the World Gets 'Round (2:53)
5. ザット・イズ・オール - That is All (3:43)

### Additional Track
※2006年にEMIから再発された際に追加されたボーナス・トラック。
- ディープ・ブルー - Deep Blue (3:47)
1971年にリリースされたシングル「バングラデシュ」のB面に収録されていた。
- ミス・オーデル - Miss O'Dell (2:33)
本作から唯一のシングル「ギヴ・ミー・ラヴ」のB面に収録されていた。

### Bonus DVD
※2006年にEMIから再発された際のスペシャル・エディション版付属DVD。
- ギヴ・ミー・ラヴ - Give Me Love(Give Me Peace on Earth) (Recorded at Tokyo Dome December 15th 1991)
ライブ・ビデオ（未発表）
- ミス・オーデル - Miss O'Dell (Alternative version) (2:29)
ヴォーカル・トラックの別バージョン（未発表）
- スー・ミー、スー・ユー・ブルース - Sue Me, Sue You Blues (Acoustic Demo version) (4:48)
デモ・バージョン（未発表）
- リヴィング・イン・ザ・マテリアル・ワールド - Living in the Material World
ビデオ・クリップ（未発表）

## クレジット
- ジョージ・ハリスン - リード・ボーカル、バッキング・ボーカル、アコースティック・ギター、エレクトリック・ギター、ドブロ・ギター、シタール
- ニッキー・ホプキンス - ピアノ、エレクトリック・ピアノ
- ゲイリー・ライト - オルガン、ハーモニウム、エレクトリック・ピアノ、ハープシコード
- クラウス・フォアマン - ベース、ダブルベース、テナー・サックス
- ジム・ケルトナー - ドラムス、パーカッション
- リンゴ・スター - ドラムス、パーカッション
- ジム・ホーン - サクソフォン、フルート、ホーン・アレンジメント
- ザキール・フセイン - タブラ
- ジョン・バーハム - オーケストラル・アレンジメント、コーラス・アレンジメント
- レオン・ラッセル - ピアノ
- ジム・ゴードン - ドラムス、タンバリン
- ピート・ハム - アコースティック・ギター

## チャート

### ウィークリーチャート
| Chart (1973–74)                  | Position |
| -------------------------------- | -------- |
| Australian Go-Set Top 20 Albums  | 1        |
| Australian Kent Music Report     | 2        |
| Belgian Albums Chart             | 1        |
| Canadian RPM 100 Albums          | 1        |
| Dutch MegaChart Albums           | 5        |
| French SNICOP Albums Chart       | 10       |
| Japanese Oricon LPs Chart        | 9        |
| Norwegian VG-lista Albums        | 4        |
| Spanish Albums Chart             | 1        |
| Swedish Kvällstoppen Chart       | 2        |
| UK Albums Chart                  | 2        |
| UK Melody Maker Pop 30 Albums    | 5        |
| US Billboard Top LPs & Tape      | 1        |
| US Cash Box Top 100 Albums       | 1        |
| US Record World Album Chart      | 1        |
| West German Media Control Albums | 20       |

| Chart (2006)                 | Position |
| ---------------------------- | -------- |
| French SNEP Albums Chart     | 14       |
| Japanese Oricon Albums Chart | 33       |
| US Billboard Top Pop Catalog | 36       |